# Francesco Rossi (politico)
Francesco Rossi (Sasso di Bordighera, 17 settembre 1863 – Genova, 28 giugno 1948) è stato un avvocato e politico italiano.

## Biografia
Proveniente da una famiglia benestante compie gli studi universitari a Genova dove si laurea in legge. Nel 1892 si iscrive al Partito Socialista Italiano di Genova, ma in seguito opera in quello di Imperia, dove si stabilisce e dove esercita la professione. Nel 1893 partecipa al II Congresso del Psi e l'anno dopo sconta un mese di confino a Casale Monferrato, provvedimento che lo colpisce ancora nel 1904 mentre nel 1905 è sottoposto ad un anno di sorveglianza speciale. In seguito diviene sindaco di Bordighera e, dal 1914, presidente del Consiglio provinciale di Porto Maurizio. Candidato alle elezioni politiche del 1897, 1900, 1904 e 1907, sempre per il collegio di Porto Maurizio, non viene mai eletto; mentre entra alla Camera nel 1919 e nel 1921 per il Psi (collegio Genova e Porto Maurizio) e nel 1924 per il Psu (collegio Liguria). 
Al Congresso socialista ligure, svoltosi a Genova nel maggio 1922, si oppone alla riammissione nel partito dei socialisti autonomi già espulsi nel 1912, ma in ottobre, in occasione della scissione socialista, passa con il Psu di Augusto Turati. Dopo l'omicidio di Giacomo Matteotti prende parte alla secessione dell'Aventino ed è dichiarato decaduto dalla carica il 9 novembre 1926.